# Physiculus dalwigki
Physiculus dalwigki är en fiskart som beskrevs av Kaup, 1858. Physiculus dalwigki ingår i släktet Physiculus och familjen Moridae. Inga underarter finns listade i Catalogue of Life.